# الیور پری هی
 الیور پری هی (انگلیسی: Oliver Perry Hay؛ ۲۲ مه ۱۸۴۶ – ۲ نوامبر ۱۹۳۰) یک دانشمند در زمینه دیرینه‌شناسی اهل ایالات متحده آمریکا بود.